# Hen 2-47
Hen 2-47は、りゅうこつ座の方角に約6600光年離れた位置にある若い惑星状星雲である。
Hen 2-47は、ガスと塵でできた6つのローブを持ち、この事実は、星雲の中心の恒星が過去に少なくとも3度爆発し、異なった方向に物質を吹き飛ばしたことを意味する。それぞれの爆発で、恒星は1対のジェットを反対方向に吹き出し、結果として現在の星雲の姿となった。